# Frederick David

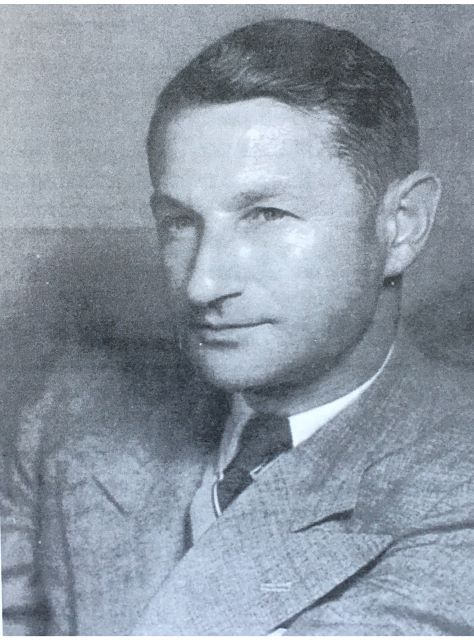
Frederick David

Frederick William David (* 17. Februar 1900 in Wien als Friedrich Wilhelm David; † 3. Juni 1992 in Melbourne) war ein australischer Luftfahrtingenieur österreichischer Abstammung.

## Leben

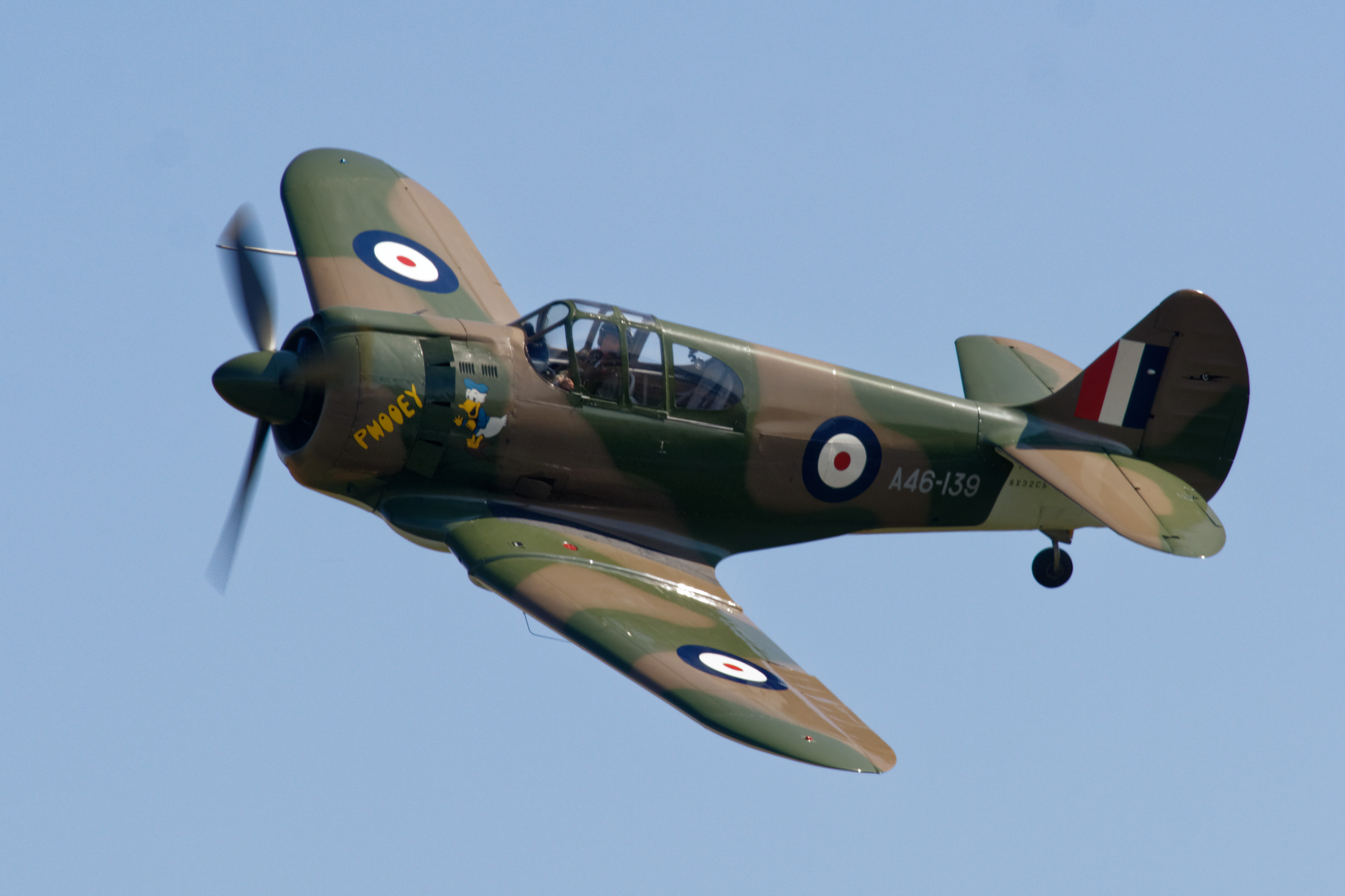
CAC Boomerang

David absolvierte in Österreich ein Studium und erhielt 1922 sein Ingenieursdiplom; 1923 erhielt er eine erste Anstellung in Schweden. Im Jahr darauf ging er nach Deutschland und trat 1924 eine Beschäftigung bei den Ernst Heinkel Flugzeugwerken in Warnemünde an. Dort war er unter anderem an der Konstruktion der HD 15 beteiligt. Seine letzte Aufgabe bis 1933 beinhaltete die Mitwirkung an der Entwicklung des Schnellverkehrsflugzeuges He 70 „Blitz“. Im gleichen Jahr begannen nach der Machtergreifung der Nationalsozialisten die staatlichen Repressalien gegen die deutsch-jüdische Bevölkerung. Da David selbst Jude war, vermittelte der Firmeninhaber Ernst Heinkel, der ihm freundschaftlich verbunden war und aufgrund seiner Geschäftstätigkeit gute Kontakte nach Japan besaß, beim Flugzeugbauer Aichi in Nagoya eine Tätigkeit als beratender Aerodynamiker, die David noch im gleichen Jahr antrat. Dort war er unter anderem an der Tragflächenkonstruktion des Sturzkampfflugzeuges Aichi D3A beteiligt, die sich stark an die Flügelform der He 70 anlehnte, was eventuell auf den Einfluss von David, der an diesem Typ zuvor in Deutschland gearbeitet hatte, zurückzuführen ist.
Nach einigen Jahren der Tätigkeit in Japan ging David 1939 nach Australien und trat am 10. März des Jahres eine Stellung bei der Commonwealth Aircraft Corporation (CAC) in Melbourne an. Er beschloss, in Australien zu bleiben und ließ im August des Jahres seine Vornamen Friedrich Wilhelm in Frederick William ändern. Nach dem japanischen Angriff auf Pearl Harbor im Dezember 1941 wuchs in Australien die Angst vor einer japanischen Invasion. In dieser Situation gab er bei der Geschäftsführung von CAC den Anstoß zu Entwicklung des ersten rein australischen Militärflugzeuges, der Commonwealth Boomerang, an dessen weiterer Entwicklung er entscheidenden Anteil nahm. Neben weiteren Projekten zeichnete er bei CAC als Chefingenieur für den Entwurf der Commonwealth Woomera verantwortlich. Für die Konstruktion des Jagdflugzeuges Commonwealth Kangaroo ab 1943 wurde David zum leitenden Konstruktionsingenieur ernannt. Im Jahr 1944 erhielt er die australische Staatsbürgerschaft.
Nach Kriegsende ging David auf Betreiben seines Arbeitgebers nach England, um dort Erfahrungen in Bau, Konstruktion und Entwicklung von Strahltriebwerken und Strahlflugzeugen zu sammeln. Nach Australien zurückgekehrt, arbeitete er bei den Australia’s aeronautical research laboratories (ARL) in Melbourne. Nach dem Ende seiner Karriere bei ARL und allgemein im Luftfahrtbereich betätigte er sich im Vertrieb und Entwicklungsbereich für deutsche medizinische Geräte.